# Lluís Borrassà

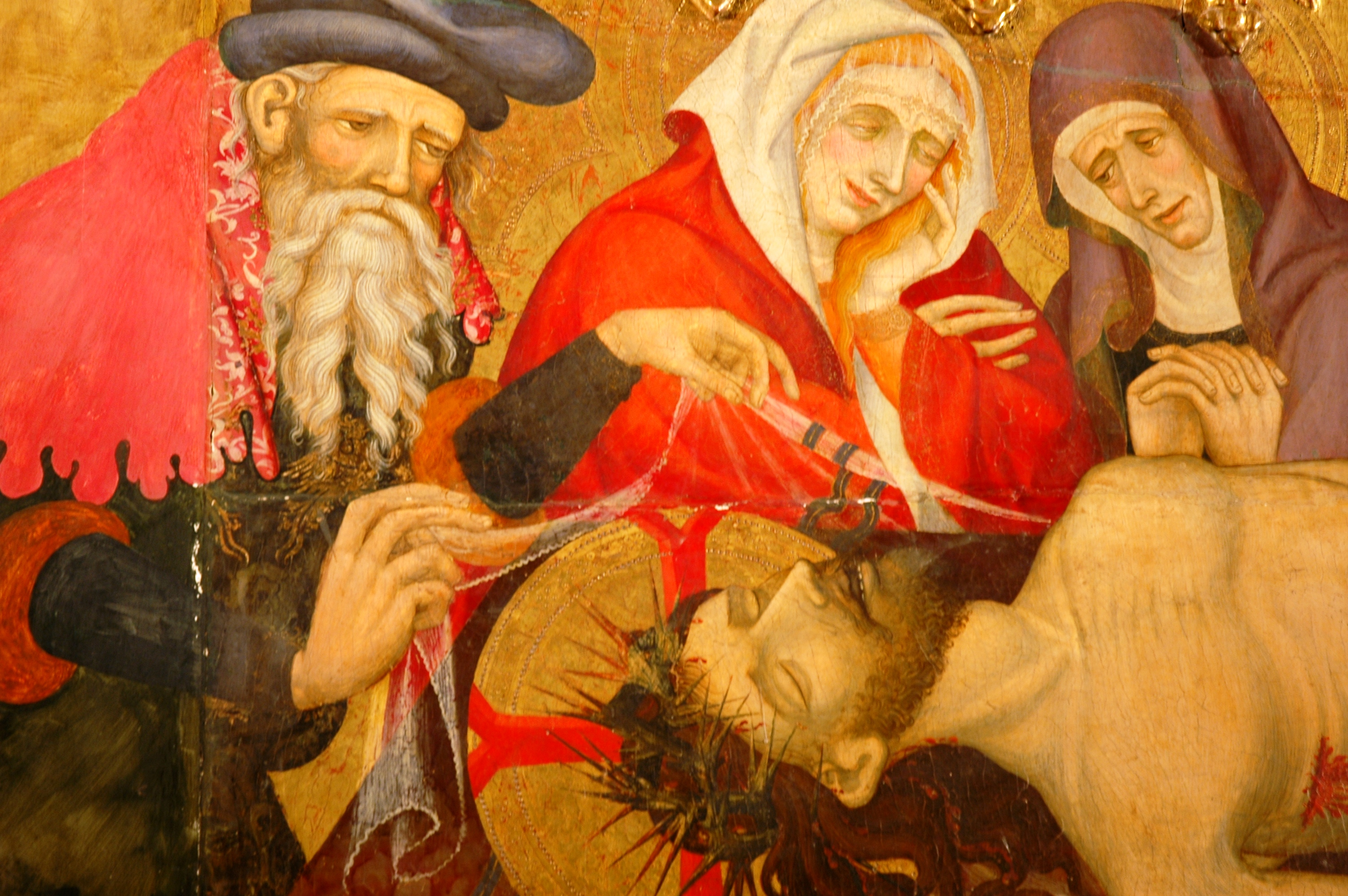
Taula representant el davallament de la creu, que fa de predel·la al Retaule del Sant Esperit de Pere Serra, a la Seu de Manresa

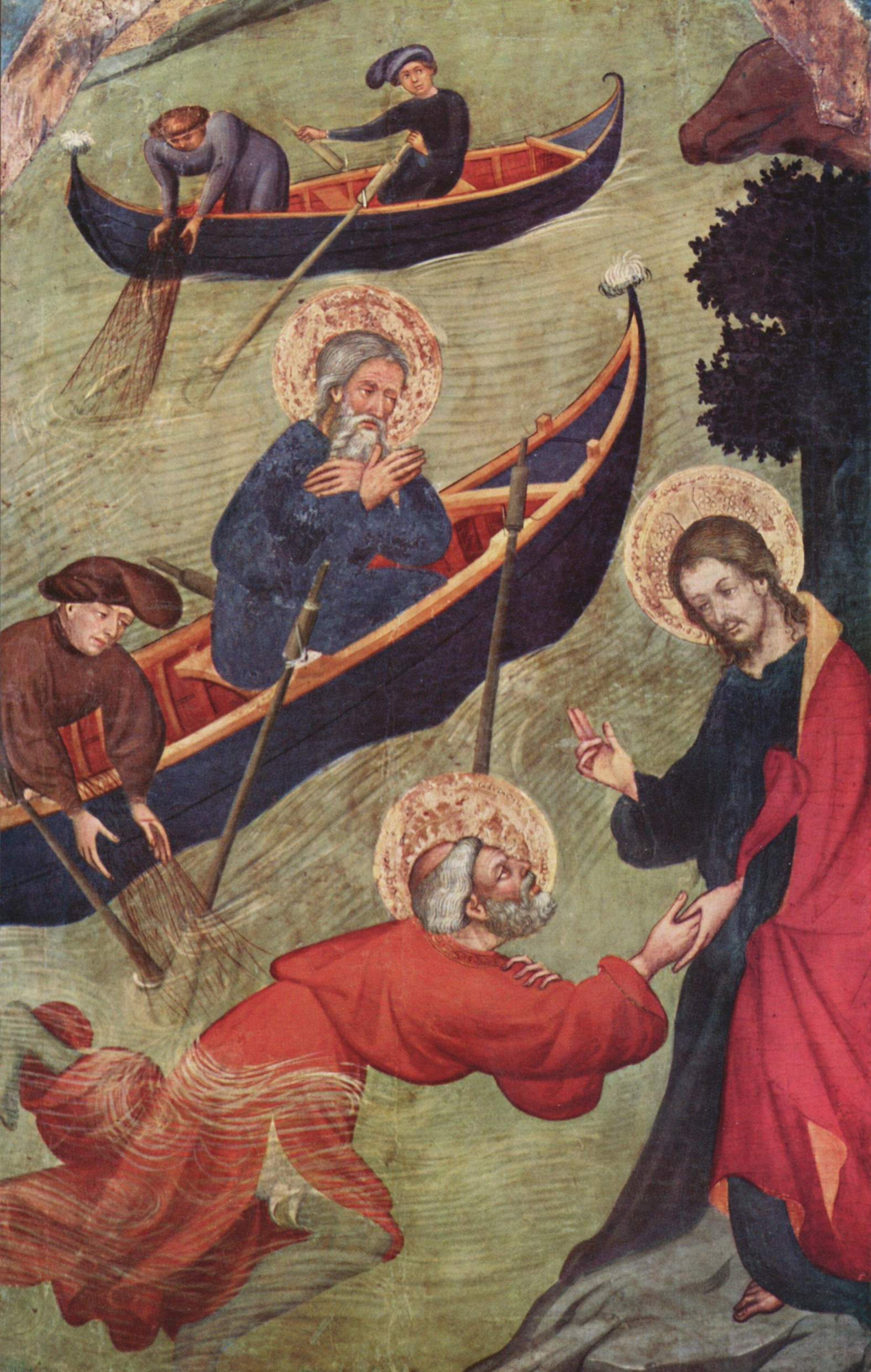
Detall del retaule de Sant Pere a Terrassa

Lluís Borrassà (Girona, ?- Barcelona, 1424/1426) fou un pintor català, introductor i representant destacat de l'estil gòtic internacional.
Membre d'una família gironina de pintors i artesans, fou al taller familiar on es va formar, la seva primera feina documentada és la reparació dels vitralls de la catedral de Girona (1380). Però la seva vida i obra es van desenvolupar sobretot a Barcelona on va arribar vers l'any 1385.

## Biografia
Va néixer a Girona, en el si d'una família de pintors iniciada pel seu pare (actiu 1360-1396). Altres pintors de la família van ser, el seu germà Guillem Borrassà II (1374-1428); el seus nebots, fills de l'anterior, Francesc (1394-1427) i Guillem Borrassà III. La següent generació estava formada per Jaume (1427-1432), Pere (1453), Honorat (1425-1435) i Albert (1448-1465).
Estava casat des de 1388 amb Caterina Coral, filla de Francesc Coral qui estava relacionat amb la seu de Girona i va facilitar alguns treballs per Guillem Borrassà. Lluís i Caterina varen tenir un fill anomenat Narcís.

## Taller
Tot i que al 1400 el taller ja estava perfectament estructurat, les obres que caracteritzen el traç del mestre estan datades entre 1409 i 1415. Al taller es van fer una gran quantitat de retaules de molta qualitat. Els pintors, si bé subordinats a les ordres de Lluís Borrassà, disposaven de certa autonomia, i això els permetia de mostrar la seva personalitat. Malgrat això, no va ser fins a la mort del mestre quan van sortir a la llum figures com Lluc i Bernat Despuig

## Obra

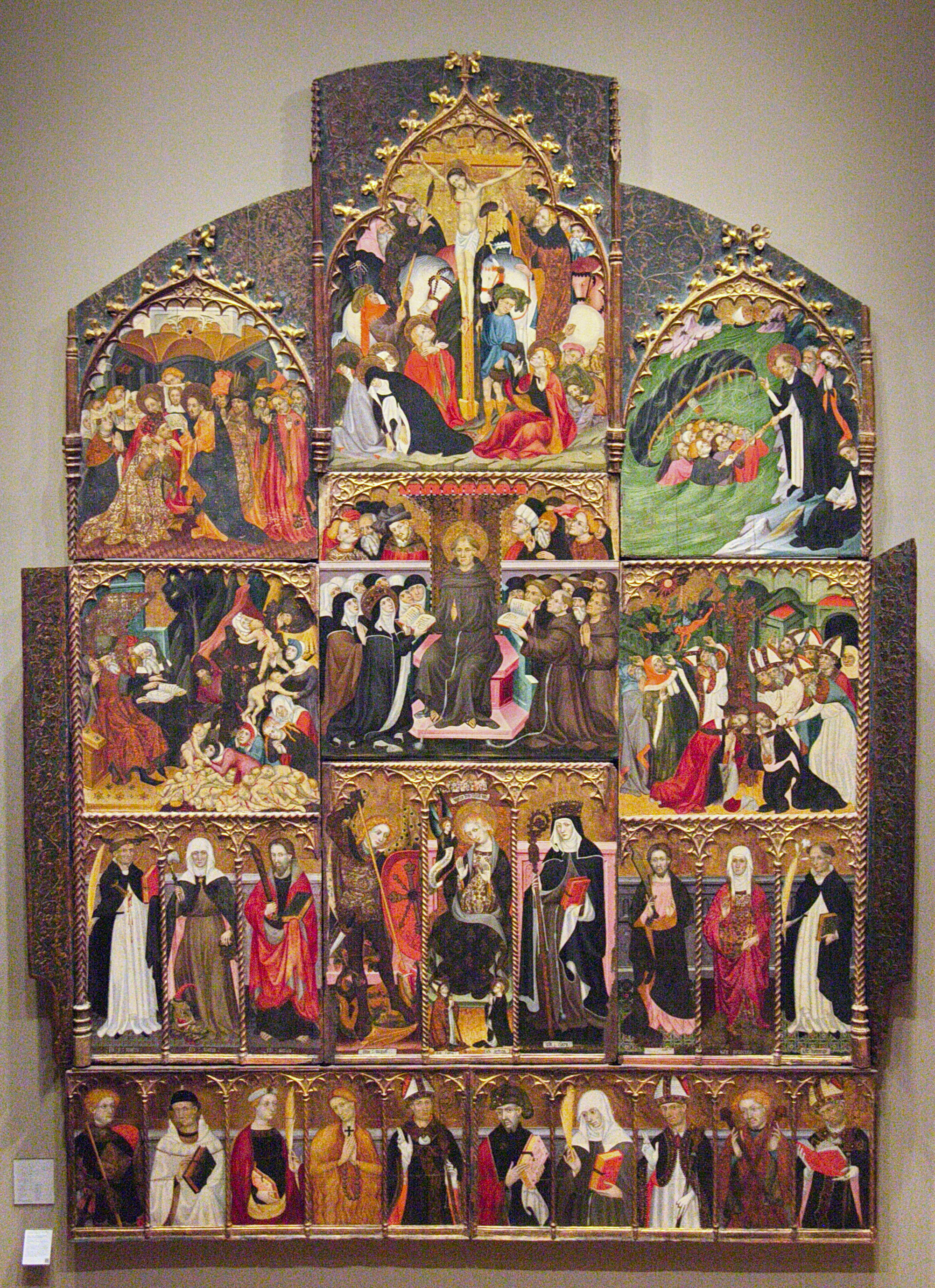
Retaule de l'advocació franciscana del Convent de Santa Clara de Vic. Obra de 1415. Actualment al Museu Episcopal de Vic.

- Retaule de Sant Gabriel arcàngel i santa Helena (1381-1390) de la catedral de Barcelona.[6]
- Retaule del Salvador (1404) de la parròquia de Sant Salvador de Guardiola.[7]
- Retaule d'advocació franciscana (1415) del convent de Santa Clara de Vic, actualment al Museu Episcopal de Vic.[8]
- Retaule de Sant Pere (1411) de les esglésies de Sant Pere de Terrassa. Algunes taules es conserven al MNAC i al Hardvard Art Museum.[9][10]

### Obres del primer període actualment desaparegudes
Alguns dels primers treballs no eren els grans retaules que el van caracteritzar, sinó elements decoratius, bé fossin per a la processó de Corpus, les entrades reials o altres esdeveniments anàlegs. Va treballar en els entremesos de la coronació de Joan I a Saragossa (1388), i a les respectives entrades de Martí l’Humà (1397) i Maria de Luna (1400) a Barcelona.
- Retaule del convent de Sant Antoni i Santa Clara de Barcelona (contracte: 24 de gener 1383; acabat: 24 de maig 1385).[3] Va estar finançat parcialment amb 3.000 sous pel rei Pere el Cerimoniós,[12] qui havia concedit un salconduit al seu pare Guillem Borrassà per circular per tot els seus territoris.[4]
- Retaule de Santa Margarida per a l'ermita de sant Pere del Puig a la Selva del Camp (àpoca: 4 de desembre 1386).[3]
- Retaule major de l'església dels Franciscans de Tarragona (doc: 14 de maig 1389).[3]
- Retaule monestir de santa Eulàlia del Camp de Barcelona (doc:5 de març 1390).[3]
  - Retaule de sant Narcís per l'església de sant Feliu de Girona (capítols:30 d'abril de 1391).
- Retaule de Sant Pere per l'església de sant Pere Sallavinera (contracte: 15 de febrer 1392).[3]
- Retaule de Sant Jaume el menor i sant Bartomeu pel convent dels Franciscans de Vilafranca del Penedès. (contracte: 23 de febrer 1392).[3]
- Retaule de Sant Pere per l'església parroquial de Mieres (contracte: 7 de març 1392).[3]
- Retaule de Santa Caterina i santa Elena pel convent dels Franciscans de Vilafranca del Penedès. (contracte: 29 de maig 1392).[3]
- Retaule de Sant Bartomeu pel convent de sant Jaume de Calaf (contracte: 6 d'agost 1392).[3]
- Retaule de Sant Miquel i Sant Martí per l'església de sant Joan de Valls. (contracte: 20 de gener 1396).[3]
- Retaule Sant Antoni per l'església d'Albarells (capitulacions:16 de novembre 1400).[3]
- Retaule Sant Antoni, Sant Pere i Sant Pau per l'església de Vila-rodona (carta pagament: 14 de desembre 1400).[3]
- Retaule per l'església de Sant Joan de Valls (comanda:19 de juny 1401).[3]
- Retaule de Santa Caterina (encàrrec de Burgos Garcia Ruiz, mercader de Burgos: 27 de juny 1401).[3]
- Retaule de Sant Pere per l'església de Santa Maria de Manlleu (capitulacions: 21 de febrer 1400).[3]
- Retaule del Salvador per l'església de Sant Salvador de Guardiola (encàrrec de 27 d'agost 1401)[3]
- Retaule de la Salutació de la Mare de Déu de les clarisses de Vilafranca del Penedès. (encàrrec del 1410)[3]
- Retaule pel monestir de Sant Miquel de Fluvià, un encàrrec fet al seu pare Guillem Borrassà i que ell accepta realitzar, tot i que posteriorment va ser traspassat a Francesc Borrassà I. (encàrrec: 1407)[3]

### Obres de la catedral de Barcelona
L'activitat principal coneguda a la catedral de Barcelona es concreta en quatre retaules, actualment desmuntats i coneguts parcialment. Dos d'ells estaven situats a l'arrancada de la girola, a la capella de Sant Antoni Abat pel costat de l'Evangeli, i a la capella de Sant Andreu pel costat de l'Epístola. Els altres dos se situaven a les capelles de Santa Marta i de Sant Llorenç de la nau, estaven dedicats a tres sants amb estructura similar i els van costejar dos membres de la família Despujol.
- Retaule de sant Antoni Abat per la catedral de Barcelona (1403-1406).[3][13]
  - El benefici eclesiàstic de la capella de Sant Antoni va ser fundat pel paraire Bernat Moner a la ciutat de Valença el 1400, i va ser posteriorment promogut per la seva vídua. A través d'aquesta fundació, es va assignar una renda perpètua per a l'ús de la capella i per al culte religiós. El 1403, l'artista Borrassà va ser contractat per pintar el retaule de la capella, un cop que s'havia construït el suport de fusta. El cost total de la pintura, incloent-hi la decoració de la sagristia posterior, va ser de 70 lliures, o 16.800 diners,[14] i el darrer pagament es va efectuar el 1406. Malauradament, no es conserva cap evidència física d'aquesta estructura de tres carrers i tres pisos, si bé s'estima que la imatge de Sant Antoni ocupava el compartiment central de l'estructura, el qual estava coronat pel Calvari i flanquejat per escenes de la vida del sant. Segons el contracte, la predel·la havia de tenir, al centre, una imatge de Crist amb els instruments de la Passió, flanquejat per la imatge de la Mare de Déu i de sant Joan Evangelista i, als extrems, altres imatges de sants,[14] encara que fonts posteriors fan referència a un cicle de la Mare de Déu.[13]
- Retaule de sant Andreu (c. 1400-1410)
  - A començament del segle xx, es va desmuntar el conjunt barroc que hi havia a la capella de Sant Andreu per tal ser reemplaçat per un de contemporani. En aquesta operació varen aparèixer vestigis pictòrics de l’antic retaule gòtic, que s'havien emprat com a elements constructius. Aquesta mena d'ús comporta que s'hagin perdut la major part de les taules i les que es conserven siguin tan parcials. Tot i no disposar de documentació de l'autoria, els fragments han estat assignats a Borrassà, datats aproximadament pel seu estil, i atribuïts al retaule de sant Andreu, que havia finançat el prohom barceloní Joan Sabastida. Per les visites pastorals es coneix que estava compost per un compartiment central amb sant Andreu entronitzat i quatre escuts heràldics de la família «Bastida», amb diversos episodis de la seva vida als carrers laterals; també mostrava. El Calvari o l’Àngel amb els instruments de la Passió de Crist (Arma Christi) en completaven la temàtica.[13][15]
- Retaule de santa Marta, sant Domènec i sant Pere Màrtir (1414-1421)
  - El 1408, l’apotecari Guillem Despujol va fundar a la capella de Santa Marta de la catedral de Barcelona el benefici de Sant Domènec i Sant Pere Màrtir, els principals de l'orde dels dominics. Més tard, al seu testament (1414), hi va fer constar la voluntat d’erigir-hi un retaule dedicat als tres sants que inclogués el seu propi escut i el de la seva esposa, Constança. La documentació de la visita pastoral de 30 de gener de 1549 constata que el retaule de Borrassà encara presidia l’espai un segle i escaig després de fet, i permet conèixer l’estructura i la distribució temàtica del retaule. Malauradament, tan sols en coneixem la taula central i el Calvari que, originàriament, el sobremuntava. Entre totes les escenes narratives que tenia, avui dia només han aparegut quatre dels sis compartiments dedicats a sant Pere Màrtir. També dona notícia d'altres obres promogudes pels Despujol, com dos frontals d’altar de teixit amb el seu escut heràldic.[13]

### Altres obres conservades
- Retaule de la Verge de santa Maria de Copons (contracte: 26 de gener 1402), en la col·lecció Montortal de València.[3][16]

- Taula de Sant Antoni, part d'un retaule dedicat al sant per a l'església de Santa Maria de Copons, al museu Episcopal de Vic.[16]
- Retaule de Sant Antoni Abat (1410), a l'església de Santa Maria de Manresa.
- Retaule de la Presentació de la Mare de Déu i Sant Jordi (finals s. XIV) a l'església de Sant Francesc de Vilafranca del Penedès
- Retaule gòtic del Monestir de Santes Creus (1407-1411), actualment dividit entre la seu de Tarragona i el MNAC
- Retaule de Santa Marta, Sant Domènec i Sant Pere Màrtir de la catedral de Barcelona, un conjunt avui dispers del qual es coneixen sis taules. (després de 1414)[17][18][19]
- Retaule de Sant Joan Baptista (1415-1420), avui al Musée des Arts Décoratifs de París.[20]
- Retaule de Sant Antoni i Santa Margarida per a l'església parroquial de Santa Maria de Rubió, al museu Episcopal de Vic.[21][22]
- Dues taules d'un retaule dedicat a sant Antoni per a l'església de Santa Margarida de Montbui, actualment conservades al museu Episcopal de Vic.[22]
- Tres taules de la predel·la d'un retaule de l'església de Santa Maria de Seva (1416-1418), amb imatges de Sant Miquel, Sant Sebastià i el Salvador, al museu Episcopal de Vic.[23]
- Retaule de Sant Miquel de Cruïlles (1417), avui al Museu d'Art de Girona.
- Retaule de Sant Andreu de Gurb (1415-1418), les cinc taules que es conserven es conserven al Museu Episcopal de Vic.[24][25]
- Retaule de Sant Andreu (1400-1415), procedent de la capella de Sant Andreu de la catedral de Barcelona.[26] Es conserven diferents fragments un al Museu Episcopal de Vic, dos al Museu Nacional d'Art de Catalunya[27] i quatre en col·leccions particulars.